# Boxe nos Jogos Pan-Americanos de 2011 - Peso superpesado
A categoria superpesado do boxe nos Jogos Pan-Americanos de 2011 foi disputada entre 24 e 29 de outubro na Arena Expo Guadalajara, em Guadalajara, com oito boxeadores.

## Calendário
Horário local (UTC-6).
| Data          | Horário | Fase             |
| ------------- | ------- | ---------------- |
| 24 de outubro | 18:00   | Quartas-de-final |
| 26 de outubro | 19:00   | Semifinal        |
| 29 de outubro | 19:00   | Final            |

## Medalhistas
| Ouro   | ECU Italo Perea                   |
| Prata  | MEX Juan Hiracheta                |
| Bronze | COL Isaia Mena PUR Gerardo Bisbal |

## Resultados

### Chave
|  | Quartas-de-final     | Quartas-de-final     | Quartas-de-final |  |  | Semifinal          | Semifinal          | Semifinal          |    |                 | Final           | Final | Final |
|  |                      |                      |                  |  |  |                    |                    |                    |    |                 |                 |       |       |
|  | DOM Cristian Cabrera | DOM Cristian Cabrera | 10               |  |  |                    |                    |                    |    |                 |                 |       |       |
|  | ECU Italo Perea      | ECU Italo Perea      | 20               |  |  | ECU Italo Perea    | ECU Italo Perea    | KO                 |    |                 |                 |       |       |
|  | PUR Gerardo Bisbal   | PUR Gerardo Bisbal   | 20               |  |  | PUR Gerardo Bisbal | PUR Gerardo Bisbal |                    |    |                 |                 |       |       |
|  | ISV Clayton Laurent  | ISV Clayton Laurent  | 11               |  |  |                    |                    |                    |    | ECU Italo Perea | ECU Italo Perea | 20    |       |
|  | COL Isaia Mena       | COL Isaia Mena       | 13               |  |  |                    | MEX Juan Hiracheta | MEX Juan Hiracheta | 13 |                 |                 |       |       |
|  | USA Danny Kelly      | USA Danny Kelly      | 11               |  |  | COL Isaia Mena     | COL Isaia Mena     | 13                 |    |                 |                 |       |       |
|  | VEN José Payares     | VEN José Payares     |                  |  |  | MEX Juan Hiracheta | MEX Juan Hiracheta | 19                 |    |                 |                 |       |       |
|  | MEX Juan Hiracheta   | MEX Juan Hiracheta   | RSC              |  |  |                    |                    |                    |    |                 |                 |       |       |
|  |                      |                      |                  |  |  |                    |                    |                    |    |                 |                 |       |       |
|  |                      |                      |                  |  |  |                    |                    |                    |    |                 |                 |       |       |